# アレグザンダー・ビューエル・トロウブリッジ
アレグザンダー・ビューエル・トロウブリッジ3世（英語：Alexander Buel Trowbridge III、1929年12月12日 - 2006年4月27日）は、アメリカ合衆国の政治家。リンドン・ジョンソン政権で第17代アメリカ合衆国商務長官を務めた。

## 生涯
1929年12月12日にニュージャージー州イングルウッドで誕生した。青年期の1947年にマサチューセッツ州アンドーヴァーのフィリップス・アカデミーを、1951年にプリンストン大学を卒業した。
第二次世界大戦後、彼は種々の復興事業に従事した。ニュー・ヨーク州レイク・サクセスの国際連合国際インターン計画に従事した後は、大学に通ったり、朝鮮戦争時に海兵隊に入ったりした。
1954年から1965年にかけて、石油事業者として勤務した。1965年にリンドン・ジョンソン大統領は、彼を商務次官補に指名した。1967年1月19日に商務長官代理となった後、1967年6月14日には商務長官に就任し、1968年3月1日まで務めた。就任時の年齢は36歳で、アメリカ史上最年少の商務長官であった。辞任後は実業界に復帰し、まず全米産業審議会の議長となり、その後ニュージャージー州モリスタウンに拠点を置くアライド・ケミカル社の副会長として、またカナダのケベック州ポアント＝クレールにある子会社「アライド・ケミカル・カナダ社」の会長として経営に参画した。後に全米製造業者協会の会長を務めた（1981年 - 1989年）。1990年代初頭には、競争力政策評議会の一員となった。
商務長官時代、彼は商務省と労働省との再統合を提案した。

## 家族
アメリカン大学のロシア史の教授であるアレグザンダー・ビューエル・トロウブリッジ・ジュニアの息子であり、コーネル大学建築学部の学部長（1897年 - 1902年）を務めたアレグザンダー・ビューエル・トロウブリッジの孫であった。祖母のガートルード・メアリー・シャーマンは、アメリカ建国の祖の1人であるロジャー・シャーマンの玄孫であった。

## 死去
レビー小体型認知症を患い、ワシントンD.C.の自宅で死去した。76歳であった。

## 註
1. ↑  Saxon, Wolfgang. "Alexander Trowbridge, 76, Ex-Secretary of Commerce, Dies", The New York Times, April 28, 2006.

## その他のリンク
| 公職                        | 公職                                                        | 公職                              |
| --------------------------- | ----------------------------------------------------------- | --------------------------------- |
| 先代 ジョン・トマス・コナー | アメリカ合衆国商務長官 第17代：1967年4月14日 - 1968年3月1日 | 次代 サイラス・ローレット・スミス |